# Tjörnedala
Tjörnedala är en fyrlängad gård med stenlagd gårdsplan, som ligger knappt en kilometer norr om Baskemölla och cirka sex kilometer norr om Simrishamn på Österlen i Simrishamns kommun.

## Tjörnedalagården
Tjörnedalagården är byggd omkring 1850 och ersatte en tidigare gård från 1700-talet. Carl von Linné besökte under våren 1749 Baskemölla och Tjörnedala som han sedermera beskriver i sin bok; Skånska resan 1749. Efter att jordbruket lagts ned under 1950-talet bytte gården ägare ett antal gånger. Idag drivs gården av Stiftelsen Tjörnedalas vänner och Östra Skånes Konstnärsgilles (ÖSKG) hyr i sin tur större delen av gården för utställningsverksamhet .

## Tjörnedala strövområde
I strövområdet finns två vandringsstigar, en på 2,5 km och 1,6 km. De nås lättast från parkeringen vid Tjörnedalagården. Även Skåneleden passerar genom området. I havet finns havsöring som fiskas framförallt under tidig vår. Det råder fiskeförbud i området 15 september – 31 december. De bästa badmöjligheterna finns i norra delarna av området som har sandstrand. Söder om strövområdet finns vandrarhem i Baskemölla.
Områdets namn kommer från de hagtornsbuskar (tjörne på skånska) som växer där. I strövområdet finns också äppelodlingar, strandängar med dess speciella flora, tall- och lövskog. Nötkreatur betar här, en förutsättning för det öppna landskapet och den speciella flora som finns i området. Floran bidrar i sin tur till att många fågel- och insektsarter trivs här. I de kalkrika backarna ner mot havet växer orkidéer. Carl von Linné passerade här på sin skånska resa 1749 och beskriver området ingående. Många av de växter han omtalar finns fortfarande i området.